# HABANA VEGAS
HABANA VEGAS（ハバナベガス）は、東京都港区西麻布の会員制葉巻専門店。

## 解説
銀座の老舗バー「銀座池田」を経て2014年まで銀座の名店「ザ・ライオンズ・デン」にてNo.1バーテンダーとして活躍し、2008年のダビドフシガーサービスコンクールで最優秀賞を獲得した竹中光毅が2014年、西麻布に開店。
製造たばこ特定販売業の登録を受けており、店主自らキューバで目利きし、買い付けた葉巻を提供している。

## 沿革
2014年、シガーとキューバ文化を広めるため、西麻布に会員制シガーバー兼シガーショップとしてオープン。2019年には5周年イベントとして、キューバのトップトルセドール レイナルドゴンザレスを日本に招いた。また、同年、ハバナベガス・カクテルコンペティション2019を開催。篠原恒治が優勝した。